# Jaschlaz

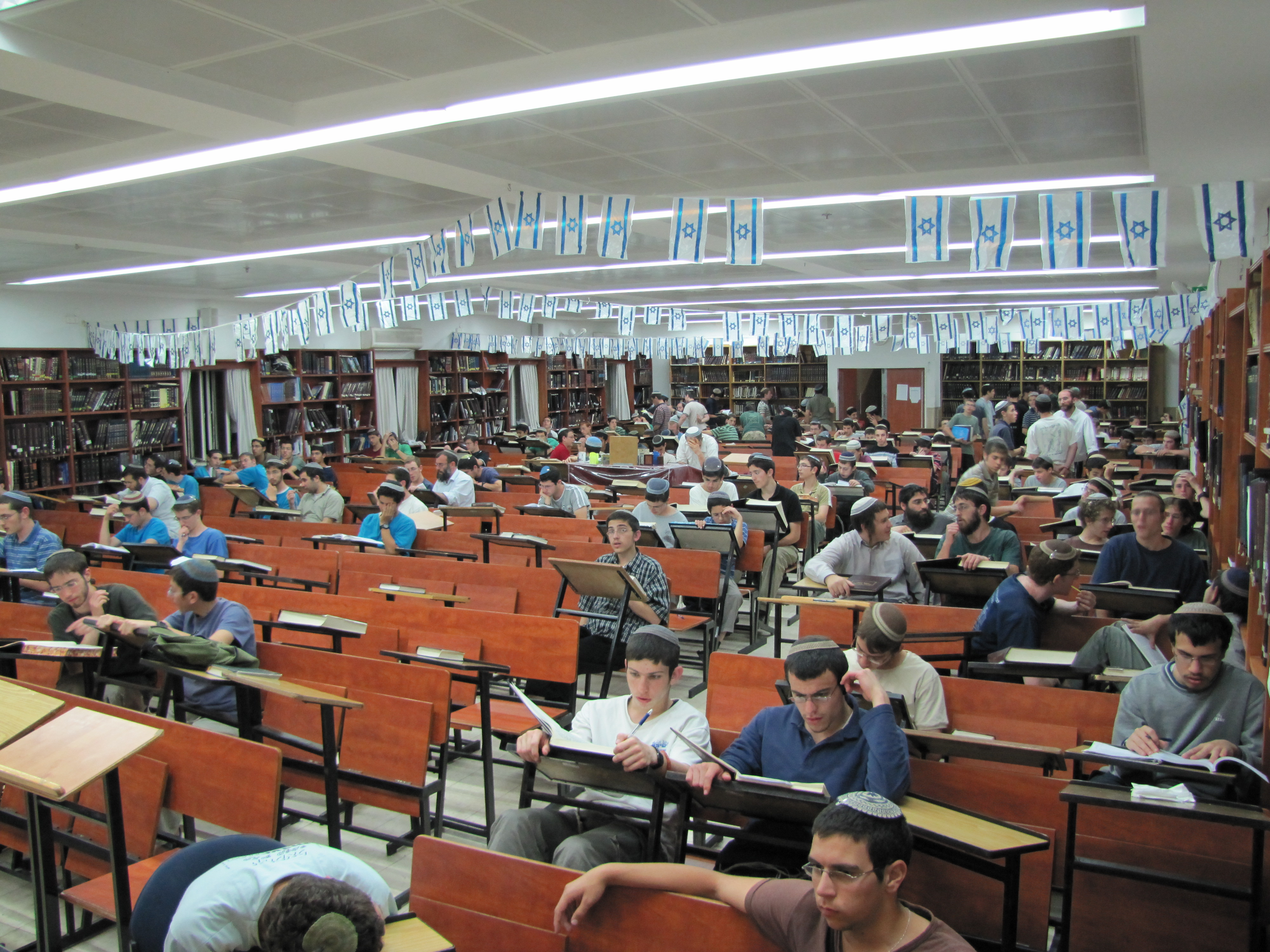
Hörsaal der Jaschlaz

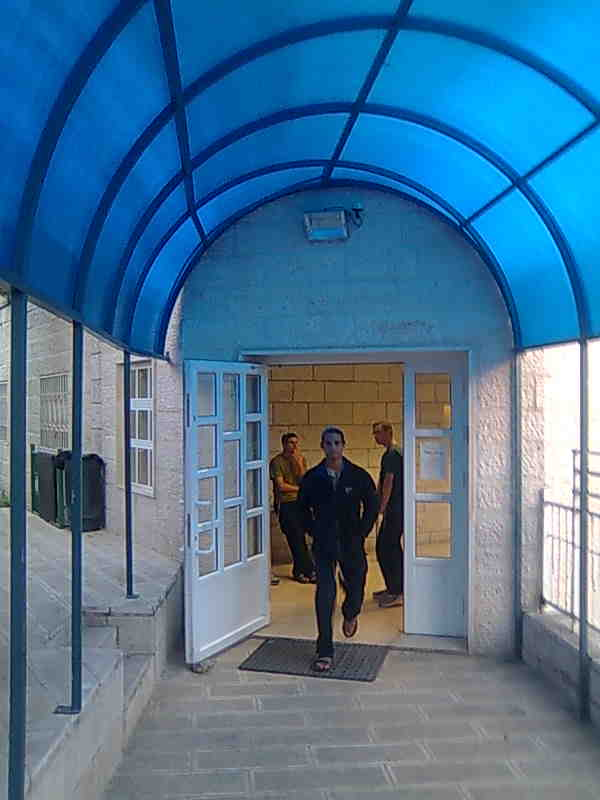
Eingang zur Jaschlaz

Jaschlaz (hebräisch  ישל"צ; Akronym für hebräisch יְשִׁיבָה  לצְעִירים; lit.: Jeschiwa für Jugendliche) ist eine national-religiöse Jeschiwa-Talmud-Hochschule in Jerusalem, Israel.
Die Talmud-Hochschule wurde im Jahr 1964 durch den Rabbiner Yaakov Filber gegründet. Filber war einer der Studenten des Zwi Jehuda Kook, Sohn von Abraham Isaak Kook. Sie wurde zu einer der angesehensten religiösen Schulen weltweit. Am 6. März 2008 wurden fünf Jaschlaz-Studenten beim Massaker an der Merkas HaRaw Kook erschossen. Der derzeitige Leiter der Jeschiwa ist Rabbiner Yerachamiel Weiss. Mehrere bekannte Rabbiner haben in der Jaschlaz gelehrt, darunter auch der Rabbiner  David Samson und Rabbiner Haim Steiner.

## Bekannte Schüler
Schüler der Talmud-Hochschule waren der Rabbiner Jitzhak Schapira, Rabbiner Binyamin Ze’ev Kahane, Rabbiner Eliezer Melamed, Rabbiner Schmuel Elijahu und Oberst Dror Weinberg (Yehuda Brigade Commander in der IDF).